# Leptocladiella delicatula
Leptocladiella delicatula är en bladmossart som beskrevs av Rohrer 1985. Leptocladiella delicatula ingår i släktet Leptocladiella och familjen Hylocomiaceae. Inga underarter finns listade i Catalogue of Life.